# Allium abramsii
Allium abramsii — вид трав'янистих рослин родини амарилісові (Amaryllidaceae), ендемік США.

## Опис
Цибулин 1–3 на кремезному, первинному кореневищі, від яйцеподібної до круглої форми, 1–1.5 × 1–1.5 см; зовнішні оболонки вкривають 1 або більше цибулин, сіро-темно-коричневі, перетинчасті; внутрішні оболонки білі. Стебло поодиноке, прямостійне, міцне, 6–15 см × 1–3 мм. Листки стійкі, 12–30 см × 1–3.5 мм. Зонтик стійкий, прямостійний, компактний, 10–45-квітковий, півсферичний. Квітки від дзвінчастих до урноподібних, 8–15 мм; листочки оцвітини прямостійні, рожево-пурпурні, лінійні до ланцетоподібних, нерівні, гострі на верхівці, внутрішні сегменти трохи коротші та ширші зовнішніх. Пиляки жовті. Пилок жовтий. Зав'язь чубата. 2n = 14.
Квітує з травня до липня.

## Поширення
Ендемік США (центральна Сьєрра-Невада, штат Каліфорнія).
Населяє гранітні піски у відкритому хвойному лісі; 1400—2000 м.